# Prix Roland-Dorgelès
 (mars 2021).
Si vous disposez d'ouvrages ou d'articles de référence ou si vous connaissez des sites web de qualité traitant du thème abordé ici, merci de compléter l'article en donnant les références utiles à sa vérifiabilité et en les liant à la section « Notes et références ».
Le prix Roland-Dorgelès est, depuis 1996, une récompense attribuée chaque année à deux journalistes (un de radio et un de télévision) qui « contribuent au rayonnement de la langue française ». Il est décerné par l'Association des écrivains combattants — longtemps présidée par Roland Dorgelès — en collaboration avec le ministère français de la Culture.
Le prix est créé sous l’appellation « prix François-Ier », abandonnée pour la présente dénomination dès 1997. 

## Liste des lauréats du prix
Deux catégories sont distinguées, journalistes et présentateurs de télévision et de radio de 1998 à 2017. Une catégorie unique est rétablie à partir de 2018.

### Télévision
- Jean-Marie Cavada (1996 - Le prix s’intitulait alors « prix François-Ier »)
- François de Closets (1997)
- Claire Chazal (1998)
- Jean-Pierre Pernaut (1999)
- Jean-Claude Narcy (2000)
- Patrick Poivre d'Arvor (2001)
- Nicolas Hulot (2002)
- Patrick de Carolis (2003)
- Michel Drucker (2004)
- Georges Pernoud (2005)
- Yves Calvi (2006)
- David Pujadas (2007)
- Arlette Chabot (2008)
- Laurent Delahousse (2009)
- Mireille Dumas (2010)
- Stéphane Bern (2011)
- Patricia Allémonière (d) (2012)
- Frédéric Taddeï (2014)
- Marie Drucker (2015)
- François Busnel (2016)
- Anne-Claire Coudray et Jean-Claude Narcy (2017)

### Radio
- Catherine Nay (1998)
- Alain Duhamel (1999)
- Dominique Bromberger (2000)
- Philippe Bouvard (2001)
- Jean-Marc Sylvestre (2002)
- Frédéric Mitterrand (2003)
- Jacques Chancel (2004)
- Jacques Pradel (2005)
- Jean-Pierre Elkabbach (2006)
- Christophe Hondelatte(2007)
- Jean-Michel Aphatie (2008)
- Alain Bedouet (2009)
- Nicolas Poincaré (2010)
- Philippe Vallet (d) (2011)
- Jean-Jacques Bourdin (2012)
- Olivier Bellamy (2014)
- Quentin Dickinson (2015)
- Patricia Martin (2016)
- Éric Brunet (2017)

## Depuis 2018[2]
- Yves Thréard (2018)[3]
- Baptiste Liger (d) (2019)[4]
- Josyane Savigneau (2022)[5]
- Franz-Olivier Giesbert (2023) [6]
- Éric Naulleau (2024)[7]